# Rudabeh

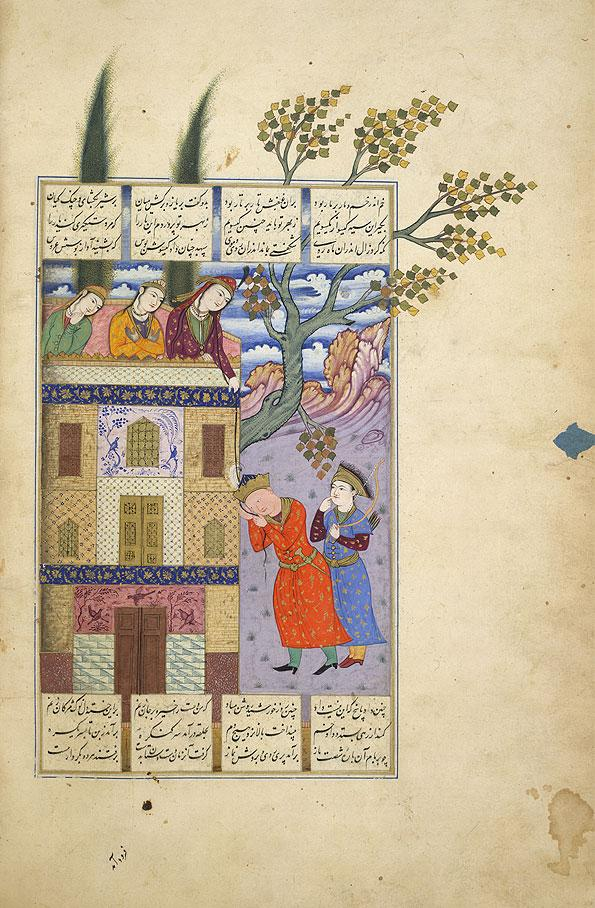
Zal wirbt um Rūdābeh

Rūdābeh, auch Rūdāba (persisch رودابه), ist in der persischen Mythologie, nach den Überlieferungen des Schahname von Abū l-Qasem-e Ferdousīs, Tochter des Herrschers Mihrab von Kabulistan und dessen Frau Sindocht sowie Prinzessin von Kabul. Sie heiratete Zāl und wurde Mutter des mächtigen Helden Rostam, Prinz von Zabulistan.

## Rudabeh in Schahname
In Schahname wird Rudabeh mit folgenden Worten beschrieben: 

„Von Kopf zu Fuß wie aus Elfenbein,
Von Wuchs wie eine Platan’ im Hain;
Zwei Augen, die wie Narzissen strahlen,
Und Wimpern, die Raben die Schwärze stahlen.
Siehst Du den Mond, er ist ihr Gesicht;
Riechst Muskus, ihr Haar ist’s, zweifle nicht!“